# Мавлютов, Ильдар Масалимович
Ильдар Масалимович  Мавлютов (13 июня 1953, Уфа ― 15 сентября 2021, Курчатов) ― российский тренер по фехтованию. Заслуженный тренер России, заслуженный работник физической культуры.

## Биография
Родился 13 июня 1953 года в Уфе.
В 1983 году в городе Курчатов (Курская область) основал фехтовальную школу, знаменитую теперь на весь мир.
За свою тренерскую карьеру Мавлютов подготовил таких выдающихся фехтовальщиков, как двукратная олимпийская чемпионка, шестикратная чемпионка мира Инна Дериглазова, олимпийская чемпионка и чемпионка мира Евгения Ламонова, серебряного призера Олимпийских игр Владислава Мыльникова, чемпионов мира Дмитрия Жеребченко, Ольгу Лобынцеву, Яну Рузавину.
Также воспитал победителей и призеров чемпионатов мира и Европы среди взрослых, юниоров и кадетов Юлию Бирюкову, Екатерину Кажикину, Кристину Самсонову.
В 2011 году Федерация фехтования России номинацию «Лучший личный тренер» присудила Ильдару Мавлютову.
В 2017 году награжден Орденом Дружбы за успешное выступление российских фехтовальщиков на XXXI Летних Олимпийских играх в Рио-де-Жанейро.
Скончался 15 сентября 2021 года после продолжительной болезни. Похоронен на Северном кладбище Курска.

## Награды и звания
- Заслуженный тренер Российской Федерации
- Заслуженный работник физической культуры Российской Федерации
- Медаль «Ордена за заслуги перед Отечеством» II степени
- Орден Дружбы (2017) [1]
- «Лучший личный тренер» (2011)